# Kvarnsjön, Dalsland
Kvarnsjön är en sjö i Färgelanda kommun i Dalsland och ingår i Örekilsälvens huvudavrinningsområde.